# ييغور سيمينوف
ييغور سيمينوف (بالروسية: Семёнов, Егор Валерьевич)‏ هو لاعب كرة قدم بيلاروسي في مركز الوسط، ولد في 6 يناير 1988 في مينسك في بيلاروس. لعب مع نادي سلوتسك.

## وصلات خارجية
- ييغور سيمينوف على موقع قاعدة بيانات كرة القدم.إي يو (الإنجليزية)
- ييغور سيمينوف على موقع Soccerway.com (الإنجليزية)